# Осада Берген-оп-Зома (1588)
Осада Берген-оп-Зома — серия из трех неожиданных нападений испанской армии под командованием Алессандро Фарнезе на город Берген-оп-Зом, находившийся под контролем союзной англо-голландской армии, с 23 сентября по 13 ноября 1588 года в рамках Восьмидесятилетней войны.
С 23 сентября по 13 ноября 1588 года испанская армия под командованием Алессандро Фарнезе трижды пыталась захватить Берген-оп-Зом, находившийся под контролем голландцев. В ходе одной из попыток отряд горожан во главе с торговцами Паулусом и Марселисом Баксами сделали вылазку, но она провалилась, и атакующие были вынуждены скрыться за стенами города. В это время к гарнизону присоединились английские наемники армии во главе с лордом Уиллоуби, который был отправлен в город графом Лестером.
Неоднократные попытки Фарнезе блокировать городской порт в конечном счете были сорваны прибытием армии Морица Оранского на помощь городу 13 ноября. Отступая, испанцы пострадали от наводнения, потеряв около 500 человек.